# Tajgaskinn
Tajgaskinn (Laurilia sulcata) är en svampart som först beskrevs av Edward Angus Burt, och fick sitt nu gällande namn av Zdeněk Pouzar 1959. Tajgaskinn ingår i släktet Laurilia och familjen Echinodontiaceae.  Arten är reproducerande i Sverige. Inga underarter finns listade i Catalogue of Life.